# HMS Nasturtium (1915)
HMS Nasturtium – slup wojenny typu Arabis zbudowany w Szkocji i wprowadzony do eksploatacji w 1915. Zatonął u wybrzeży Malty 28 kwietnia 1916 po wejściu na minę.

## Budowa
„Nasturtium” był jednym z 56 slupów typu Arabis zbudowanych dla Royal Navy podczas I wojny światowej. Jego budowę rozpoczęto 1 lipca 1915 w stoczni A. McMillan and Sons w Dumbarton w Szkocji. Gotowy okręt został zwodowany 21 grudnia 1915.

## Dane taktyczno-techniczne
„Nasturtium” miał wyporność 1250 ton. Miał 77,80 m długości między pionami, 81,7 m długości całkowitej, 10,2 m szerokości i zanurzenie 3,36 m. Układ napędowy składał się z dwóch cylindrycznych kotłów opalanych węglem, dostarczających parę do czterocylindrowego silnika parowego potrójnego rozprężania, połączonego z jednym wałem napędowym. Okręt mógł osiągnąć maksymalną prędkość 16 węzłów, a jego zasięg wynosił 2000 Mm (ok. 3700 km) przy prędkości 15 węzłów. Paliwo stanowiło 130 ton węgla.

Na uzbrojenie okrętu składały się dwa czterocalowe (100 mm) działa okrętowe QF 4 inch Mk IV, ładowane odtylcowo czterocalowe (100 mm) działo morskie BL 4 inch Mk IX lub 120-milimetrowe szybkostrzelne działo okrętowe QF 4.7 inch Mk IV, oraz dwa 3-funtowe (47 mm) działa przeciwlotnicze.

## Służba
Okres służby HMS „Nasturtium” był bardzo krótki. Okręt miał swoją bazę na Malcie. 24 kwietnia 1916 wypłynął z Malty na rejs patrolowy, ale wkrótce otrzymał rozkaz natychmiastowego powrotu w celu poszukiwania widzianego w pobliżu okrętu podwodnego. 27 kwietnia niemiecki okręt podwodny U-73 położył 22 miny na zewnątrz Grand Harbour. Wkrótce pancernik HMS „Russell” zatonął po wejściu na dwie z nich.
27 kwietnia o 19:10 „Nasturtium” znalazł się na tym samym polu minowym co „Russell”. Około 19:45 w odległości 5–6 mil od fortu Saint Elmo wszedł na minę, która eksplodowała 7 stóp poniżej linii wodnej po prawej burcie okrętu, blisko przedniego komina. Od eksplozji zginęło siedmiu członków załogi, jeden zmarł dwa dni później. HMS „Sheldrake” ruszył z pomocą, aby odholować uszkodzony okręt, ale było to bardzo trudne z powodu jego mocnego przechyłu, ciemności i silnej fali. W ślad za „Sheldrake” z pomocą poszły również HMS „Wallflower” i HMY „Aegusa”. Ten ostatni o 21:50 wszedł na minę i zatonął. O godzinie 2 w nocy w piątek 28 kwietnia kapitan i ludzie, którzy pozostali na pokładzie dziobowym do ostatniej chwili, opuścili „Nasturtium”, gdyż jego przechył wyraźnie się powiększył.
HMS „Nasturtium” ostatecznie zatonął o 02:45 w dniu 28 kwietnia 1916. Wrak okrętu spoczywa teraz na głębokości 67 metrów.